# Steekterbrug
De Steekterbrug is een verkeersbrug in de gemeente Alphen aan den Rijn. De basculebrug maakt deel uit van de N207 en overspant de Oude Rijn ( Vaarwegklasse CEMT III ). De brug wordt bediend vanuit Brugbedieningscentrum Steekterpoort.
Eind 2021 maakt de provincie Zuid-Holland bekend dat de brug binnen vijf jaar vervangen zal gaan worden, mogelijk door een hogere vaste brug. Ook wordt de brug tweemaal zo breed (36 meter), om een centrum-ringweg in Alphen aan den Rijn mogelijk te maken.

## Cijfers
- Doorvaartwijdte vast gedeelte 8,10 m
- Doorvaarthoogte vast gedeelte 4,60 m (bij waterstand NAP -0,60 m)
- Doorvaartwijdte beweegbaar gedeelte 11,50 m

## Afbeeldingen

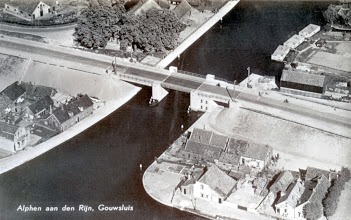
Oude Luchtfoto Steekterbrug.